# Episodi di South Park (undicesima stagione)
L'undicesima stagione di South Park, composta da 14 episodi, è stata trasmessa negli Stati Uniti su Comedy Central dal 7 marzo al 14 novembre 2007.
L'edizione italiana è stata trasmessa su Comedy Central dal 27 agosto 2007 (con una maratona notturna dei primi sette episodi) al 19 febbraio 2008.
Tutti gli episodi sono stati scritti e diretti da Trey Parker.
| nº | Titolo originale                | Titolo italiano                          | Prima TV USA     | Prima TV Italia  |
| -- | ------------------------------- | ---------------------------------------- | ---------------- | ---------------- |
| 1  | With Apologies to Jesse Jackson | Le mie più sentite scuse a Jesse Jackson | 7 marzo 2007     | 27 agosto 2007   |
| 2  | Cartman Sucks                   | Cartman fa schifo                        | 14 marzo 2007    | 27 agosto 2007   |
| 3  | Lice Capades                    | Caccia ai pidocchi                       | 21 marzo 2007    | 27 agosto 2007   |
| 4  | The Snuke                       | Hildog                                   | 28 marzo 2007    | 27 agosto 2007   |
| 5  | Fantastic Easter Special        | Fantastico speciale di Pasqua            | 4 aprile 2007    | 27 agosto 2007   |
| 6  | D-Yikes!                        | Lesbiche alla riscossa                   | 11 aprile 2007   | 27 agosto 2007   |
| 7  | Night of the Living Homeless    | La notte dei barboni viventi             | 18 aprile 2007   | 27 agosto 2007   |
| 8  | Le Petit Tourette               | Le Petit Tourette                        | 3 ottobre 2007   | 29 gennaio 2008  |
| 9  | More Crap                       | Lo stronzo più grosso del mondo          | 10 ottobre 2007  | 5 febbraio 2008  |
| 10 | Imaginationland                 | Imaginationland                          | 17 ottobre 2007  | 12 febbraio 2008 |
| 11 | Imaginationland Episode II      | Imaginationland: Episodio II             | 24 ottobre 2007  | 12 febbraio 2008 |
| 12 | Imaginationland Episode III     | Imaginationland: Episodio III            | 31 ottobre 2007  | 12 febbraio 2008 |
| 13 | Guitar Queer-o                  | Rockstar System                          | 7 novembre 2007  | 19 febbraio 2008 |
| 14 | The List                        | La lista                                 | 14 novembre 2007 | 19 febbraio 2008 |

## Le mie più sentite scuse a Jesse Jackson
- Titolo originale: With Apologies to Jesse Jackson

### Trama
Randy offende gli afroamericani alla versione statunitense de La ruota della fortuna (Wheel of Fortune) per colpa di una lettera (di fronte alla definizione "tipicamente rompiscatole", con solo una lettera mancante da N_GGERS, Randy risponde "NIGGERS" invece che "NAGGERS" cioè "brontoloni"), causando al figlio dei problemi a scuola; intanto Cartman combatte contro un uomo affetto da nanismo e lo prende in giro per la sua statura.

## Cartman fa schifo
- Titolo originale: Cartman Sucks

### Trama
Cartman ha preso l'abitudine di invitare Butters a dormire a casa sua in modo da fargli foto umilianti mentre dorme, ma alla fine questo gli si ritorce contro quando si fotografa con in bocca il pene di Butters in modo da farlo passare per gay. Mostrata la foto a Stan, Kyle e Kenny, scopre che la foto fa sembrare lui gay quindi, sotto consiglio di Kyle cerca di annullare il tutto mettendo a sua volta il proprio pene nella bocca di Butters. I due vengono sorpresi dal padre di Butters, che pensa che il proprio figlio sia bi-curioso e quindi, su consiglio del prete, lo manda in un campo di conversione. Il centro, ovviamente, non funziona, visto che diversi bambini continuano a suicidarsi a causa del senso di colpa istigato dal personale. Butters alla fine fa capire a tutti, compreso il padre, che l'omosessualità non è una cosa sbagliata e riuscirà così ad impedire che il suo amichetto gay, Bradley, si getti da un ponte. Stephen decide quindi di riportare a casa il figlio, confessando inoltre di essere "anche" lui bi-curioso.
Intanto, Cartman smarrisce la foto compromettente e crede che Kyle gliel'abbia rubata. Cerca di recuperarla, denunciandone la scomparsa alla polizia e richiedendo la mediazione di sua madre ma dato che la foto non salta fuori, e Cartman non vuole che Kyle lo metta in ridicolo, decide di batterlo sul tempo facendone una copia e mostrandola lui stesso ai suoi compagni di classe, proprio un attimo prima di ricevere un messaggio della madre in cui gli spiega di aver ritrovato a casa loro la foto, facendo una figuraccia.

## Caccia ai pidocchi
- Titolo originale: Lice Capades

### Trama
I pidocchi hanno colpito gli alunni di South Park. Clyde pensa di esserne la causa e decide di nasconderlo alla sua classe.

## Hildog
- Titolo originale: The Snuke

### Trama
I ragazzi devono sventare un complotto che ha come protagonisti i terroristi russi, islamici e gli inglesi che vogliono riconquistare gli Stati Uniti.

## Fantastico speciale di Pasqua
- Titolo originale: Fantastic Easter Special

### Trama
Mentre la famiglia Marsh decora le uova in occasione della Pasqua, Stan chiede al padre quale sia l'analogia tra la resurrezione di Cristo e un coniglio che nasconde delle uova colorate. Non soddisfatto delle risposte vaghe che il padre gli dice, fa la stessa domanda all'uomo travestito da coniglio pasquale del centro commerciale. Anche l'uomo dà delle risposte evasive al bambino e fa una telefonata misteriosa, avvertendo l'interlocutore che "qualcuno fa troppe domande". In strada Stan viene inseguito fino a casa da un gruppo di persone travestite da conigli. Randy gli rivela che anche lui fa parte di una società segreta che protegge il segreto del coniglio di pasqua il "Club degli uomini lepre". Gli uomini della famiglia Marsh fanno parte dell'organizzazione da generazioni, perciò anche Stan viene iniziato. Durante la cerimonia, prima che il segreto gli venga rivelato, dei ninja irrompono nella villa dove si nascondono.
È compito di Stan portare in salvo Palla di neve, il coniglio sacro. I membri del club vengono catturati e alcuni addirittura uccisi. Perciò Stan chiede a Kyle aiuto, confessando tutto. Insieme vanno dal Professor Teabag (caricatura di Sir Leigh Teabing, personaggio de Il codice da Vinci di cui l'intero episodio è una parodia) che gli fa notare come nell'Ultima Cena di Leonardo Da Vinci sia dipinto un uovo davanti a San Pietro. I ricercatori hanno scoperto, guardando con un laser, che sotto il dipinto San Pietro non è stato raffigurato come essere umano, bensì come lepre. Questa tesi viene dimostrata dal professore facendo notare anche che la mitria del Papa è un copricapo adatto solo ad un leporide. Cristo ha voluto nominare a capo della chiesa un animale perché simbolo di purezza, al contrario dell'uomo. La Chiesa sta nascondendo questa verità ai fedeli e il Club degli uomini lepre da secoli dipinge le uova per mantenere vivo il segreto. Palla di neve è quindi il vero erede al trono papale, in quanto discendente di San Pietro.
I ninja del Vaticano scoprono che il coniglio è nella villa del professore, perciò Stan e Kyle fuggono. Disperato, Stan invoca Gesù, ma egli non si manifesta. Arrivati al Vaticano, i due bambini hanno intenzione di consegnare il coniglio al vescovo William Anthony Donohue, in cambio del padre. Avendo incrociato le croci mentre ci giurava sopra, Donohue slealmente si prende il coniglio e imprigiona anche i bambini. Finalmente Gesù appare al Vaticano, dopo essere morto in Iraq. Donohue ordina ai suoi ninja di uccidere Gesù, ma a quel punto anche Papa Ratzinger capisce che questo gesto è assurdo per dei cristiani. Cerca di far arrestare il vescovo americano ma viene catturato anche lui e Donohue prende il potere. Per scappare dalla cella, Gesù chiede a Kyle di ucciderlo tagliandogli la gola per poter resuscitare fuori dalle sbarre. Kyle all'inizio è contrariato dall'idea in quanto ebreo ma quando Gesù gli promette che Eric Cartman non lo verrà mai a sapere, lo trafigge. Resuscitato, Gesù destituisce Donohue dalla sua carica e lo uccide. Alla fine Palla di neve diventerà Papa e Stan imparerà che "deve tenere la bocca chiusa, dipingere uova senza fare domande".

## Lesbiche alla riscossa
- Titolo originale: D-Yikes!

### Trama
Dopo essere stato lasciato per l'ennesima volta, la signora Garrison scopre il mondo delle lesbiche e il bar Les Bos che frequentano che è stato comprato dai persiani.
L'episodio è una parodia del film 300.

## La notte dei barboni viventi
- Titolo originale: Night of the Living Homeless

### Trama
L'aumento dei senzatetto a South Park preoccupa gli abitanti. Il quartetto allora decide di intervenire per risolvere la questione.

## Le Petit Tourette

### Trama
Cartman incontra un ragazzino con la sindrome di Tourette e immediatamente decide di convincere la madre e i dottori di esserne affetto. Riuscito nell'impresa, comincia ad offendere in libertà chiunque, soprattutto i parenti ebrei di Kyle che subito capisce che sta fingendo. Purtroppo Cartman, a furia di parlare in libertà e senza nessun limite, finisce con il perdere il controllo di quello che dice e comincia a rivelare imbarazzanti dettagli della sua vita. Grazie all'intervento di Kyle, però, riuscirà ad evitare un'umiliazione pubblica e televisiva.

## Lo stronzo più grosso del mondo
- Titolo originale: More Crap

### Trama
La visita di Randy al medico lo porta a scoprire che è stitico e, quando finalmente riesce ad andare in bagno per la prima volta dopo tre settimane, prova un grande dolore. Mentre sta per tirare lo sciacquone, nota le dimensioni delle sue feci ed è stupito. Randy afferma di averla conservata e decide di mostrarla ai suoi amici, che sono impressionati e gli consigliano di fare domanda per il record del mondo. Dopo che gli è stato detto di rivolgersi alla "Fondazione Europea Standard e Misurazioni Fecali di Zurigo", Randy scopre di avere effettivamente prodotto lo "stronzo più grosso del mondo". Il precedente detentore del titolo è Bono degli U2, il quale non è molto felice di essere stato battuto.
Durante una cerimonia di premiazione per Randy, arriva un messaggio da Bono che rivela di aver fatto una fece ancora più grande di quello di Randy, così la Fondazione spoglia Randy del suo titolo e lo restituisce a Bono. Dopo giorni di tristezza, i ragazzi del bar convincono Randy a fare un altro tentativo. Tre settimane dopo, Bono scopre che Randy sta cercando di battere il record e chiede alla Fondazione di obbligare Randy a defecare di fronte a loro, a Zurigo. Il medico, tuttavia, sconsiglia a Randy di prendere l'aereo, avendo in corpo uno stronzo così grande.
Stan si reca da Bono per cercare di convincerlo a lasciar vincere suo padre, poiché Randy non ha mai vinto nulla in vita sua mentre Bono ha vinto migliaia di premi. Tuttavia, l'uomo si rifiuta e, quando Stan lo supplica di lasciare che suo padre sia il numero uno e lui il numero due, Bono attacca brutalmente il ragazzo, affermando che lui non sarà mai il numero due in qualcosa. Il suo maggiordomo avverte Stan che suo padre morirà se dovesse defecare e Stan si chiede come ha fatto Bono a produrre uno stronzo così grande senza morire, così il maggiordomo gli rivela un segreto.
Arrivato a Zurigo, Stan informa la Fondazione Europea Standard e Misurazioni Fecali che Bono non è il detentore del record, bensì è il record stesso. Un membro della Fondazione ammette di aver defecato Bono tanto tempo fa e di averlo allevato come un figlio, facendolo diventare ciò che è ora, il che dovrebbe spiegare come Bono faccia così tanto per aiutare le persone, ma rimanga comunque "un pezzo di merda". Poi, Randy finalmente riesce a defecare, e il suo stronzo è talmente enorme da superare le dimensioni di Bono. Sullo schermo appare una scritta che recita "Emmy Award Winning Series" ("serie vincitrice di un Emmy Award"), che è stato regolarmente visualizzato nella parte inferiore dello schermo dall'inizio dell'episodio, e un membro della Fondazione lo afferra e lo infila nella fece di Randy.

## Imaginationland

### Trama
Cartman scommette con Kyle che se i folletti esistono davvero, Kyle gli dovrà succhiare le palle. Cartman vince e Kyle si trova intrappolato in un dilemma. Il folletto di cui sopra conduce i bambini a Imaginationland, ma viene attaccato dai terroristi nel tentativo di impossessarsi dell'immaginazione delle persone e Butters rimane intrappolato nella mischia.

## Imaginationland: Episodio II
- Titolo originale: Imaginationland Episode II

### Trama
Stan e Kyle sono trattenuti al Pentagono finché non raccontano al governo come sono arrivati a Imaginationland. Nel frattempo, Cartman fa di tutto per convincere Kyle a succhiargli le palle dopo la scommessa sul folletto.

## Imaginationland: Episodio III
- Titolo originale: Imaginationland Episode III

### Trama
All'interno di Imaginationland, Stan e Butters si impegnano nella battaglia della loro vita mentre combattono l'esercito di forze immaginarie malvagie insieme a ciò che resta delle buone persone immaginarie guidate da Aslan. Kyle cerca di salvare Stan e Butters da Imaginationland, e Cartman ancora una volta fa di tutto per convincere Kyle a succhiargli le palle.

## Rockstar System
- Titolo originale: Guitar Queer-o

### Trama
Stan e Kyle, in casa del primo, giocano a Guitar Hero di fronte ai loro amici, e riescono ad ottenere 100.000 punti, iniziando così a considerarsi delle rock star. Vengono contattati da un uomo di nome Charles Kincade dell'omonima società di talenti che vuole divenire il loro manager, ottenendo risposta positiva da entrambi e una firma per un contratto di un anno oltre che un party a casa di Kincade; il loro prossimo obiettivo sarà raggiungere il milione di punti.
Un altro giorno, Stan e Kyle continuano ad allenarsi e a canzone finita Charles inventa uno stratagemma per disfarsi di Kyle pensando che Stan (riluttante ad accettare) potrà raggiungere l'obiettivo solo con un giocatore migliore al suo fianco; quest'ultimo, Thad, si rivela capace di suonare addirittura acusticamente col controller non collegato. Quando Kyle scoprirà la nuova coppia allenarsi senza di lui se ne va disgustato (verrà poi ingaggiato per suonare con Guitar Hero al bowling locale) e Stan, chiaramente non più tranquillo, non riesce proprio a legare con Thad, finendo presto per litigare pesantemente con lui e spingendolo a lasciare la coppia, per la rabbia di Charles. A questo punto Stan ne ha abbastanza di Guitar Hero e si reca al negozio di videogiochi per prendersi un normale titolo di guida, ma il riascolto di una canzone precedentemente suonata con Kyle lo spinge a fare retromarcia e a riformare la vecchia coppia. Kyle, rivisto al bowling, accetta e lascia il suo impiego dopo l'incoraggiamento dello stesso proprietario.
Infine, Butters va al campo di basket della cittadina per radunare il gruppo di amici lì presente ed avvertirli che Stan e Kyle si sono riuniti per provare a raggiungere il milione di punti: giunti a casa di Stan, tutti assistono all'agognato raggiungimento del traguardo, ma Stan e Kyle, invece di complimenti, ricevono dal gioco la scritta «You are fags», provocandone la rabbia e l'abbandono dei controller. Il loro posto viene preso da Butters e Cartman.
- Note: l'episodio è stato trasmesso durante le repliche anche col titolo Guitar Gay Ro.

## La lista
- Titolo originale: The List

### Trama
I ragazzi di South Park scoprono da Butters che le loro compagne di classe hanno creato una lista su di loro, ordinati dal più carino al più brutto; dopo due tentativi orditi da Cartman, riescono finalmente a rubare la lista e scoprono che essa pone Clyde al primo posto e Kyle all'ultimo, con Cartman appena sopra quest'ultimo. Kyle, che inizialmente era l'unico a non interessarsi della lista, si deprime moltissimo, mentre Clyde si monta la testa e inizia a flirtare con molte bambine della scuola, mostrando comunque pietà per Kyle e rassicurandolo che Abramo Lincoln, noto per essere brutto, ha avuto comunque successo nella vita. Kyle, in un atto di depressione, inizia a frequentare i ragazzi più brutti, e inizia a pensare di bruciare la scuola dopo il suggerimento di un bambino di nome Jamal. Poco dopo di notte, Kyle riceve la visita del fantasma di Lincoln, che gli spiega che la bruttezza può essere per certi versi una benedizione; i bambini brutti come Jamal non hanno niente da perdere e devono guadagnarsi quel che vogliono, rinforzando così la propria personalità, mentre la gente di bell'aspetto diventerà vuota d'animo quando la bellezza svanirà col tempo. Kyle decide comunque di andar avanti col suo piano, dicendo che non vuole aspettare tanto tempo per rendersi conto della benedizione e soffrirebbe comunque troppo nel frattempo per la difficoltà e miseria della sua situazione attuale.
Nel frattempo Stan, preoccupandosi per l'amico, chiede all'ex fidanzata Wendy perché Kyle è stato votato come il più brutto. Wendy inizia a investigare e scopre che le votazioni sono state pilotate in favore di Clyde perché alcune bambine lo volevano far diventare popolare per giustificare gli appuntamenti con lui e ottenere scarpe nuove gratis per via del lavoro del padre del giovane. Questo spiega perché la vera lista è stata nascosta e sostituita da una falsa, quella rubata dai maschi. Wendy ruba l'elenco vero e corre insieme a Stan per cercare Kyle, che sta per incendiare la scuola.
Stan e Wendy spiegano la verità a Kyle, ma Bebe appare improvvisamente e li minaccia con una pistola, ammettendo che la scelta di Kyle come il più brutto è stata solo una coincidenza del piano. Comunque Wendy ha chiamato la polizia che arriva giusto in tempo: Bebe è scioccata, mentre Wendy ne approfitta per scaraventarsi addosso a lei e toglierle la pistola. Questa fa inavvertitamente partire uno sparo senza colpire nessuna delle due contendenti, ma che vola fino a casa di Kenny, colpendo a morte quest'ultimo dietro la testa mentre cena con la famiglia. Bebe viene arrestata e Kyle si rifiuta di vedere la vera lista (decide di bruciarla), mostrando di aver imparato la lezione che gli ha dato il fantasma di Abramo Lincoln. Nel frattempo Wendy ammette a Stan che la vicenda ha rinsaldato il suo buon rapporto con lui andato perso da tempo; sfortunatamente per lei, però, Stan ha ripreso il vizio delle prime stagioni di vomitarle involontariamente addosso prima di un bacio.